# Nebrioporus crotchi
Nebrioporus crotchi is een keversoort uit de familie waterroofkevers (Dytiscidae). De wetenschappelijke naam van de soort is voor het eerst geldig gepubliceerd in 1870 door Preudhomme de Borre.